# Emile Schevenels
Emile Schevenels (5 août 1876) - 5 janvier 1959 est un homme politique belge, membre du parti ouvrier belge, plus tard le PSB.

## Carrière
Secrétaire du Syndicat des Ouvriers carriers de Lessines, il fut bourgmestre de Lessines et élu député de l'arrondissement de Soignies (6 décembre 1921-15 avril 1925 et 12 novembre 1929-26 juin 1949). Il était sur nommé « Mil Piri »[réf. nécessaire].